# Чемпіонат світу з футболу 2022 (кваліфікаційний раунд, УЄФА, плей-оф)
Другий раунд УЄФА кваліфікації до Чемпіонату світу ФІФА 2022, також відомий як плей-оф УЄФА, в якому розігруються останні 3 путівки до фінальної частини турніру серед команд європейської частини відбору. У цьому етапі беруть участь 10 команд, які посіли 2-гі місця в групах першого раунду кваліфікації та 2 кращих переможців груп Ліги націй 2020—21. Команди було поділено на три шляхи (по 4 команди в кожному). Кожен шлях плей-оф складається з двох одноматчевих півфіналів та одного одноматчевого фіналу. Матчі будуть зіграні 24 і 29 березня та 1 і 5 червня 2022 року.

## Формат
Формат кваліфікації було затверджено Виконавчим комітетом УЄФА під час засідання у Ньйоні 4 грудня 2019. Плей-оф буде залежати від результату Ліги націй 2020-21, хоч і в меншій мірі, ніж плей-оф Євро-2020.
На відміну від попередніх кваліфікацій, плей-оф відбудуться не у форматі двоматчевих зустрічей. Натомість 12 команд буде поділено на три шляхи плей-оф (по 4 команди в кожному). Кожен шлях плей-оф складається з двох одноматчевих півфіналів (24-25 березня 2022) та одного одноматчевого фіналу (28-29 березня 2022). Переможець фіналу кожного шляху потрапляє до Чемпіонату світу 2022 у Катарі. Господарями півфіналів будуть 6 кращих команд, що посіли 2-е місце у групах кваліфікаційного раунду, а у фіналах господар визначається жеребкуванням.
У другому раунді усі зустрічі відбуваються в одноматчевому форматі. Якщо по завершенню основного часу жодна з команд не заб'є більше голів (не буде визначено переможця), команди грають 30 хвилин додаткового часу (2 тайми по 15 хвилин). Якщо по закінченню додаткового часу рахунок залишається нічийним, тоді переможець визначається серією післяматчевих пенальті. Також у грудні 2019 року Виконавчий комітет УЄФА затвердив використання системи VAR для кваліфікації Чемпіонату світу.

## Учасники
У плей-оф потрапляє 12 команд. На відміну від попередніх кваліфікацій, список учасників складається не лише за результатами першого раунду (групового етапу). 2 з 12 місць дістаються переможцям груп Ліги націй УЄФА сезону 2020–21.

### Другі місця групового етапу
10 команд, що посіли 2-гі місця в групах першого раунду, потрапляють до плей-оф. Згідно з результатами команд у груповому етапі, шість кращих команд будуть сіяними у жеребкуванні півфіналів, а решта — несіяними.
| Рейт | Груп | Команда            | І | В | Н | П | ГЗ | ГП | РГ  | О  | Посів                             |
| ---- | ---- | ------------------ | - | - | - | - | -- | -- | --- | -- | --------------------------------- |
| 1    | A    | Португалія         | 8 | 5 | 2 | 1 | 17 | 6  | +11 | 17 | Сіяні у жеребкуванні півфіналів   |
| 2    | F    | Шотландія          | 8 | 5 | 2 | 1 | 14 | 7  | +7  | 17 | Сіяні у жеребкуванні півфіналів   |
| 3    | C    | Італія             | 8 | 4 | 4 | 0 | 13 | 2  | +11 | 16 | Сіяні у жеребкуванні півфіналів   |
| 4    | H    | Росія              | 8 | 5 | 1 | 2 | 11 | 6  | +5  | 16 | Сіяні у жеребкуванні півфіналів   |
| 5    | B    | Швеція             | 8 | 5 | 0 | 3 | 12 | 6  | +6  | 15 | Сіяні у жеребкуванні півфіналів   |
| 6    | E    | Уельс              | 8 | 4 | 3 | 1 | 14 | 9  | +5  | 15 | Сіяні у жеребкуванні півфіналів   |
| 7    | G    | Туреччина          | 8 | 4 | 3 | 1 | 18 | 16 | +2  | 15 | Несіяні у жеребкуванні півфіналів |
| 8    | I    | Польща             | 8 | 4 | 2 | 2 | 18 | 10 | +8  | 14 | Несіяні у жеребкуванні півфіналів |
| 9    | J    | Північна Македонія | 8 | 3 | 3 | 2 | 14 | 11 | +3  | 12 | Несіяні у жеребкуванні півфіналів |
| 10   | D    | Україна            | 8 | 2 | 6 | 0 | 11 | 8  | +3  | 12 | Несіяні у жеребкуванні півфіналів |

### Переможці груп Ліги націй
Згідно з загальним рейтингом Ліги націй 2020–21, 2 кращих переможців груп Ліги націй, які посіли нижче 2-го місця у кваліфікаційній групі, потраплять до плей-оф, та будуть несіяними під час жеребкування.

| Ліга | Рейт | Переможці груп    | Група у кваліфікації |
| ---- | ---- | ----------------- | -------------------- |
| A    | 1    | Франція           | D                    |
| A    | 2    | Іспанія           | B                    |
| A    | 3    | Італія            | C                    |
| A    | 4    | Бельгія           | E                    |
| B    | 17   | Уельс             | E                    |
| B    | 18   | Австрія           | F                    |
| B    | 19   | Чехія             | E                    |
| B    | 20   | Угорщина          | I                    |
| C    | 33   | Словенія          | H                    |
| C    | 34   | Чорногорія        | G                    |
| C    | 35   | Албанія           | I                    |
| C    | 36   | Вірменія          | J                    |
| D    | 49   | Гібралтар         | G                    |
| D    | 50   | Фарерські острови | F                    |

Легенда
- Команда пройшла до Чемпіонату світу напряму
- Команда потрапила до плей-оф як 2-е місце групи
- Команда потрапляє до плей-оф через Лігу націй

## Жеребкування
По завершенню першого раунду, 12 команд, що потрапили до плей-оф, будуть розділені на три шляхи по чотири команди за допомогою жеребкування 26 листопада 2021 о 17:00 CET у Цюриху. Жеребкування проходить за наступною процедурою:
- Шість сіяних команд будуть розподілені у півфінали 1-6 як господарі у порядку їх випадання.
- Шість несіяних команд будуть розподілені у півфінали 1-6 як гості у порядку їх випадання.
- Шлях A плей-оф формується з півфіналів 1 та 2, а переможці обох півфіналів потраплять до фіналу A.
- Шлях B плей-оф формується з півфіналів 3 та 4, а переможці обох півфіналів потраплять до фіналу B.
- Шлях C плей-оф формується з півфіналів 5 та 6, а переможці обох півфіналів потраплять до фіналу C.
- Переможців півфіналів, які будуть господарями у матчах фіналу A, B та C, буде визначено жеребкуванням.

З політичних причин, матчі між наступними парами команд вважаються забороненими протистояннями та відповідно ці команди не можуть потрапити до одного шляху плей-оф: Україна/Росія.
Шість найкращих команд, які посіли 2-е місце, будуть сіяними у жеребкування півфіналів, а решта других місць (4 команди) та 2 команди з Ліги націй будуть несіяними. Кошики виглядають наступним чином:
| Команда    | Позиція |
| ---------- | ------- |
| Португалія | 1       |
| Шотландія  | 2       |
| Італія     | 3       |
| Росія      | 4       |
| Швеція     | 5       |
| Уельс      | 6       |

| Команда            | Позиція |
| ------------------ | ------- |
| Північна Македонія | 7       |
| Туреччина          | 8       |
| Польща             | 9       |
| Україна            | 10      |
| Австрія            | ЛН-18   |
| Чехія              | ЛН-19   |

Наступні команди, за результатами жеребкування, господарі у фінальному матчі:
- Шлях A: Переможець півфіналу 2 (Уельс пр. Австрії)
- Шлях B: Переможець півфіналу 3 (Росія пр. Польщі)
- Шлях C: Переможець півфіналу 6 (Португалія пр. Туреччини)

## Розклад
Півфінальні матчі заплановано на 24–25 березня, а фінальні — 28–29 березня 2022.
Час вказано в EET/EEST (київський час) (місцевий час, якщо відрізняється, вказано в дужках).

## Шлях A
Через вторгнення Росії в Україну, Українська асоціація футболу попросила ФІФА перенести матч плей-оф проти Шотландії. 8 березня 2022 року ФІФА прийняли рішення про перенесення матчу Шотландії проти України та фіналу шляху A на червень 2022 року. Інший матч шляху А між Уельсом та Австрією відбувся за розкладом 24 березня 2022 року. 14 квітня УЄФА, ФІФА та залучені збірні прийняли спільне рішення про перенесення півфіналу та фіналу на 1 та 5 червня 2022 відповідно, а також про перенесення матчів збірних Уельсу, України та Шотландії у Лізі націй 2022-23  на пізніші дати.

### Сітка
|  | Півфінали                 | Півфінали |                         |   | Фінал | Фінал |
|  |                           |           |                         |   |       |       |
|  | 24 березня 2022 – Кардіфф |           |                         |   |       |       |
|  |                           |           |                         |   |       |       |
|  | Уельс                     | 2         |                         |   |       |       |
|  | Уельс                     | 2         | 5 червня 2022 – Кардіфф |   |       |       |
|  | Австрія                   | 1         |                         |   |       |       |
|  | Австрія                   | 1         | Уельс                   | 1 |       |       |
|  | 1 червня 2022 – Глазго    |           | Уельс                   | 1 |       |       |
|  |                           | Україна   | 0                       |   |       |       |
|  | Шотландія                 | Україна   | 0                       | 1 |       |       |
|  | Шотландія                 |           |                         | 1 |       |       |
|  | Україна                   | 3         |                         |   |       |       |
|  | Україна                   | 3         |                         |   |       |       |

### Результати
| Команда 1 | Рахунок | Команда 2 |
| --------- | ------- | --------- |
| Півфінали |         |           |
| Уельс     | 2:1     | Австрія   |
| Шотландія | 1:3     | Україна   |
| Фінал     |         |           |
| Уельс     | 1:0     | Україна   |

### Півфінали
| 24 березня 2022 21:45 (19:45 GMT) |

| Уельс           | 2:1                             | Австрія              |
| --------------- | ------------------------------- | -------------------- |
| - Бейл 25', 51' | Протокол (ФІФА) Протокол (УЄФА) | - Б. Дейвіс 65' (аг) |

| Кардіфф Сіті Стедіум, Кардіфф Арбітр: Шимон Марциняк (Польща) |

Уельс переміг з рахунком 2:1.
| 1 червня 2022 21:45 (19:45 BST) |

| Шотландія       | 1:3                             | Україна                                      |
| --------------- | ------------------------------- | -------------------------------------------- |
| - Макгрегор 79' | Протокол (ФІФА) Протокол (УЄФА) | - Ярмоленко 33' - Яремчук 49' - Довбик 90+5' |

| Гемпден-Парк, Глазго Арбітр: Данні Маккелі (Нідерланди) |

Україна перемогла з рахунком 3:1.

### Фінал
| 5 червня 2022 19:00 (17:00 BST) |

| Уельс                | 1:0                             | Україна |
| -------------------- | ------------------------------- | ------- |
| - Ярмоленко 34' (аг) | Протокол (ФІФА) Протокол (УЄФА) |         |

| Кардіфф Сіті Стедіум, Кардіфф Арбітр: Антоніо Матео Лаос (Іспанія) |

Уельс переміг з рахунком 1:0 та пройшов до Чемпіонату світу 2022.

## Шлях B
Через вторгнення Росії в Україну спочатку ФІФА 27 лютого 2022 року ухвалила рішення, що збірна Росії повинна виступати під назвою «Російський футбольний союз» (РФС) та без їхнього прапору та гімну, а домашні матчі повинні були проходити на нейтральних полях без глядачів. Футбольні асоціації Чехії, Польщі та Швеції видали спільну заяву про небажання грати будь-які матчі проти збірної Росії, а пізніше й взагалі відмовилися грати з ними незалежно від місця проведення матчів. 28 лютого 2022 року ФІФА ухвалила рішення про виключення збірної Росії з кваліфікації. В результаті Польща отримала автоматичну перемогу і потрапила до фіналу шляху B плей-оф. Російський футбольний союз вирішив оскаржити це рішення у Спортивному арбітражному суді (CAS). CAS відмовив РФС у задоволенні скарги на відсторонення збірної Росії з усіх міжнародних турнірів.

### Сітка
|  | Півфінали                   | Півфінали |                         |   | Фінал | Фінал |
|  |                             |           |                         |   |       |       |
|  | скасовано – Москва          |           |                         |   |       |       |
|  |                             |           |                         |   |       |       |
|  | Росія                       | –         |                         |   |       |       |
|  | Росія                       | –         | 29 березня 2022 - Хожув |   |       |       |
|  | Польща                      | +         |                         |   |       |       |
|  | Польща                      | +         | Польща                  | 2 |       |       |
|  | 24 березня 2022 – Стокгольм |           | Польща                  | 2 |       |       |
|  |                             | Швеція    | 0                       |   |       |       |
|  | Швеція (дч)                 | Швеція    | 0                       | 1 |       |       |
|  | Швеція (дч)                 |           |                         | 1 |       |       |
|  | Чехія                       | 0         |                         |   |       |       |
|  | Чехія                       | 0         |                         |   |       |       |

### Результати
| Команда 1 | Рахунок   | Команда 2 |
| --------- | --------- | --------- |
| Півфінали |           |           |
| Росія     | скас. –:+ | Польща    |
| Швеція    | 1:0 (дч)  | Чехія     |
| Фінал     |           |           |
| Польща    | 2:0       | Швеція    |

### Півфінали
| скасовано |

| Росія | скасовано –:+ | Польща |
| ----- | ------------- | ------ |
|       |               |        |

|  |

Польща отримала автоматичну перемогу після виключення Росії з кваліфікації.
| 24 березня 2022 21:45 (20:45 CET) |

| Швеція         | 1:0 (дч)                        | Чехія |
| -------------- | ------------------------------- | ----- |
| - Квайсон 110' | Протокол (ФІФА) Протокол (УЄФА) |       |

| Френдз Арена, Сульна Арбітр: Майкл Олівер (Англія) |

Швеція перемогла з рахунком 1:0 після додаткового часу.

### Фінал
| 29 березня 2022 21:45 (20:45 CEST) |

| Польща                                      | 2:0                             | Швеція |
| ------------------------------------------- | ------------------------------- | ------ |
| - Левандовський 50' (пен.) - Зелінський 72' | Протокол (ФІФА) Протокол (УЄФА) |        |

| Сілезький стадіон, Хожув Арбітр: Даніеле Орсато (Італія) |

Польща перемогла з рахунком 2:0 та пройшла до Чемпіонату світу 2022.

## Шлях C

### Сітка
|  | Півфінали                 | Півфінали          |                         |   | Фінал | Фінал |
|  |                           |                    |                         |   |       |       |
|  | 24 березня 2022 – Порту   |                    |                         |   |       |       |
|  |                           |                    |                         |   |       |       |
|  | Португалія                | 3                  |                         |   |       |       |
|  | Португалія                | 3                  | 29 березня 2022 – Порту |   |       |       |
|  | Туреччина                 | 1                  |                         |   |       |       |
|  | Туреччина                 | 1                  | Португалія              | 2 |       |       |
|  | 24 березня 2022 – Палермо |                    | Португалія              | 2 |       |       |
|  |                           | Північна Македонія | 0                       |   |       |       |
|  | Італія                    | Північна Македонія | 0                       | 0 |       |       |
|  | Італія                    |                    |                         | 0 |       |       |
|  | Північна Македонія        | 1                  |                         |   |       |       |
|  | Північна Македонія        | 1                  |                         |   |       |       |

### Результати
| Команда 1  | Рахунок | Команда 2          |
| ---------- | ------- | ------------------ |
| Півфінали  |         |                    |
| Італія     | 0:1     | Північна Македонія |
| Португалія | 3:1     | Туреччина          |
| Фінал      |         |                    |
| Португалія | 2:0     | Північна Македонія |

### Півфінали
| 24 березня 2022 21:45 (20:45 CET) |

| Італія | 0:1                             | Північна Македонія   |
| ------ | ------------------------------- | -------------------- |
|        | Протокол (ФІФА) Протокол (УЄФА) | - Трайковський 90+2' |

| Стадіо Ренцо Барбера, Палермо Арбітр: Клеман Тюрпен (Франція) |

Північна Македонія перемогла з рахунком 1:0.
| 24 березня 2022 21:45 (19:45 WET) |

| Португалія                                         | 3:1                             | Туреччина   |
| -------------------------------------------------- | ------------------------------- | ----------- |
| - Отавіу 15' - Діогу Жота 42' - Матеус Нунес 90+4' | Протокол (ФІФА) Протокол (УЄФА) | - Їлмаз 65' |

| Драгау, Порту Арбітр: Даніель Зіберт (Німеччина) |

Португалія перемогла з рахунком 3:1.

### Фінал
| 29 березня 2022 21:45 (19:45 WEST) |

| Португалія                 | 2:0                             | Північна Македонія |
| -------------------------- | ------------------------------- | ------------------ |
| - Бруну Фернандеш 32', 65' | Протокол (ФІФА) Протокол (УЄФА) |                    |

| Драгау, Порту Арбітр: Ентоні Тейлор (Англія) |

Португалія перемогла з рахунком 2:0 та пройшла до Чемпіонату світу 2022.

## Дисциплінарні покарання
Гравець автоматично пропускає наступний матч за наступні дисциплінарні порушення:
- Червона картка (відсторонення за червону картку може бути збільшене за серйозні порушення)
- 2 жовті картки у двох різних матчах (відсторонення за червону також поширюється і на плей-оф, але не на фінальний турнір чи і подальші міжнародні матчі)

## Позначки
1. ↑  EET (UTC+2) для півфіналів (24–25 березня), та EEST (UTC+3) для фіналів (28–29 березня).
2. ↑  Матч Шотландія проти України мав відбутися 24 березня 2022 року о 21:45 (19:45 GMT), проте рішенням ФІФА матч було перенесено на 1 червня 2022 року через вторгнення Росії в Україну.[13][14][15][16]
3. ↑  Фіналу шляху A мав відбутися 29 березня 2022 року о 21:45, проте був перенесений на 5 червня 2022 року в результаті перенесення матчу Шотландії пр. України.[13][14][15][16]
4. 1 2 3  Через вторгнення Росії в Україну Росію виключили з кваліфікації[24], а Польща отримали автоматичну перемогу та пройшли до фіналу шляху A[14].
5. ↑  Потенційний фінал у Польщі мав відбутися на Національному стадіоні у Варшаві, проте через розгортання тимчасової лікарні на стадіоні матч було перенесено на Сілезький стадіон у Хожуві.[27]